# Aprasia fusca
Aprasia fusca är en ödleart som beskrevs av  Storr 1979. Aprasia fusca ingår i släktet Aprasia och familjen fenfotingar. Inga underarter finns listade i Catalogue of Life.
Populationens taxonomiska status är omstridd. Den är enligt nyare studier bara ett synonym till Aprasia rostrata.